# Keresova obrana dámského gambitu
Keresova obrana dámského gambitu též zvaná Baltská obrana (ECO D06) je variantou dámského gambitu v šachovém zahájení zavřených her. Charakterizují ji tahy
1. d4 d5 2. c4 Sf5
Patří k málo častým odpovědím proti dámskému gambitu.

## Historie
Pokračování se poprvé objevilo v partii Shelfhout-Edward Lasker,1913. Ve 30. a 40. letech tak hráli z pobaltské školy Vladas Mikenas a Paul Keres.
V Československu toto zahájení po druhé světové válce používal Karel Opočenský. Počátkem 90. let 20. století tento postup v pár partiích zkusil Alexej Širov.

## Varianty
1. d4 d5 2. c4 Sf5
- 3. Db3 e5! se zápletkami
- 3. Jf3
  - 3... c6 Slovanská obrana
  - 3... e6 4. Jc3 - 3. Jc3
- 3. Jc3 e6 4. Jf3
  - 4... c6 přechází do Slovanské obrany, kde po 5. Db3 má bílý pozici aktivnější
  - 4... Jc6 4. Sf4 e6 5. e3 s o něco lepší pozicí bílého
- 3. cxd5 Sxb1
  - 4. Vxb1 Dxd5 s protihrou
  - 4. Da4+ c6
    - 5. Vxb1 Dxd5 černý má šanci na srovnání hry
    - 5. dxc6 Jxc6 6. Vxb1
      - 6... Dxd4 7. Dxd4 Jxd4 v koncovce má bílý nepatrnou výhodu díky dvojici střelců
      - 6... e5 7. Sd2 Dxd4 8. Dxd4 Jxd4 9. e3 nebo 8... exd4 9. g3! a bílý později vyvíjí jezdce na Jh3-f4 s lepší koncovkou bílého [3]